# Día Mundial de la Metrología
El Día Mundial de la Metrología es una jornada que se celebra anualmente el 20 de mayo desde el 2000, fue reconocido oficialmente por la UNESCO en el 2023 en conmemoración del aniversario de la firma de la Convención del Metro en 1875. 

## Proclamación
El Día Mundial de la Metrología fue instaurado inicialmente por la Oficina Internacional de Pesas y Medidas (BIPM por sus siglas en inglés) y la Organización Internacional de Metrología Legal (OIML) ambas instituciones han sido los principales organizadores de este día, promoviendo su importancia y aplicaciones en todo el mundo. En noviembre de 2023, la UNESCO reconicó oficialmente este día, elevando su perfil internacional y subrayando la relevancia constante de la metrología para el desarrollo global.

## Celebración
Este día se celebra cada 20 de mayo, para conmemorar la firma de la Convención del Metro el 20 de mayo de 1875. Esta convención estableció un marco para la cooperación global en la ciencia de la medición, crucial para la industria, el comercio y diversos campos sociales. La celebración subraya la metrología como una ciencia fundamental que apoya la equidad en el comercio internacional y la cooperación entre países en numerosos aspectos técnicos y sociales.

## Temas
- 2000: SI base units, ('Unidades base del SI')[6]
- 2001: SI derived units,  ('Unidades derivadas del SI')[7]
- 2002: Metrology in and Around the Home, ('Metrología en y alrededor del hogar')[8]
- 2004: Metrology in the World of Sport, ('Metrología en el mundo del deporte')[9]
- 2005: Small and Medium Enterprises,  ('Pequeñas y medianas empresas')[10]
- 2006: Measurement in Health, ('Medición en salud')[11]
- 2007: Measurements in our Environment, ('Mediciones en nuestro entorno')[12]
- 2008: Measurement in Sport, ('Medición en el deporte')[13]
- 2009: Measurement in Commerce, ('Medición en el comercio')[14]
- 2010: Measurements in Science and Technology - a bridge to innovation, ('Mediciones en ciencia y tecnología - un puente hacia la innovación')[15]
- 2011: Chemical measurements for our life, our future, ('Mediciones químicas para nuestra vida, nuestro futuro')[16]
- 2012: Metrology for Safety, ('Metrología para la seguridad')[17]
- 2013: Measurements in daily life, ('Mediciones en la vida diaria')[18]
- 2014: Measurements and the global energy challenge, ('Mediciones y el desafío energético global')[19]
- 2015: Measurements and Light, ('Mediciones y luz')[20]
- 2016: Measurements in a Dynamic World, ('Mediciones en un mundo dinámico')[21]
- 2017: Measurements for transport, ('Mediciones para el transporte')[22]
- 2018: Constant evolution of the International System of Units, ('Evolución constante del Sistema Internacional de Unidades')[23]
- 2019: The International System of Units - Fundamentally better, ('El Sistema Internacional de Unidades - Fundamentalmente mejor')[24]
- 2020: Measurements for global trade, ('Mediciones para el comercio global')[25]
- 2021: Measurement for Health, ('Medición para la salud')[26]
- 2022: Metrology in the Digital Era, ('Metrología en la era digital')[27]
- 2023: Measurements supporting the global food system, ('Mediciones que apoyan el sistema alimentario global')[28]

- 2024: We measure today for a sustainable tomorrow, ('Medimos hoy para un mañana sostenible')[29]